# Hillested Kirke
Hillested Kirke ligger i Hillested Sogn ved Maribo. Kirken var i katolsk tid viet til Sankt Andreas.

## Eksterne kilder og henvisninger
- Wikimedia Commons har flere filer relateret til Hillested Kirke
- Hillested Kirke hos danmarkskirker.natmus.dk (Danmarks Kirker, Nationalmuseet)
- Hillested Kirke hos KortTilKirken.dk